# Église Saint-Alban d'Elven
Pour les articles homonymes, voir Église Saint-Alban et Saint Alban.
L’église Saint-Alban est une église catholique située à Elven, en France.

## Localisation
L’église est située dans le département français du Morbihan, sur la commune d'Elven.

## Historique
L’église d'Elven est dédiée à Alban de Verulamium, le saint patron de la ville.
Les Normands détruisirent par le feu la première église en bois. 
En 1121, une église romane fut reconstruite, à nouveau détruite par un incendie en 1525. 
Une église de style gothique fut élevée, dont ne demeure plus qu'aujourd'hui le chœur qui est classé. 
En 1536 est bâtie une nef gothique  puis, en 1642, un clocher.
Au XIXe siècle, l'ouvrage souffrant du temps est rénové, la nef et le transept sont reconstruits. 
Le clocher est achevé en 1877 et l'église sera consacrée en 1879.
L'abside et la sacristie sont inscrits au titre des monuments historiques par arrêté du 24 avril 1925.

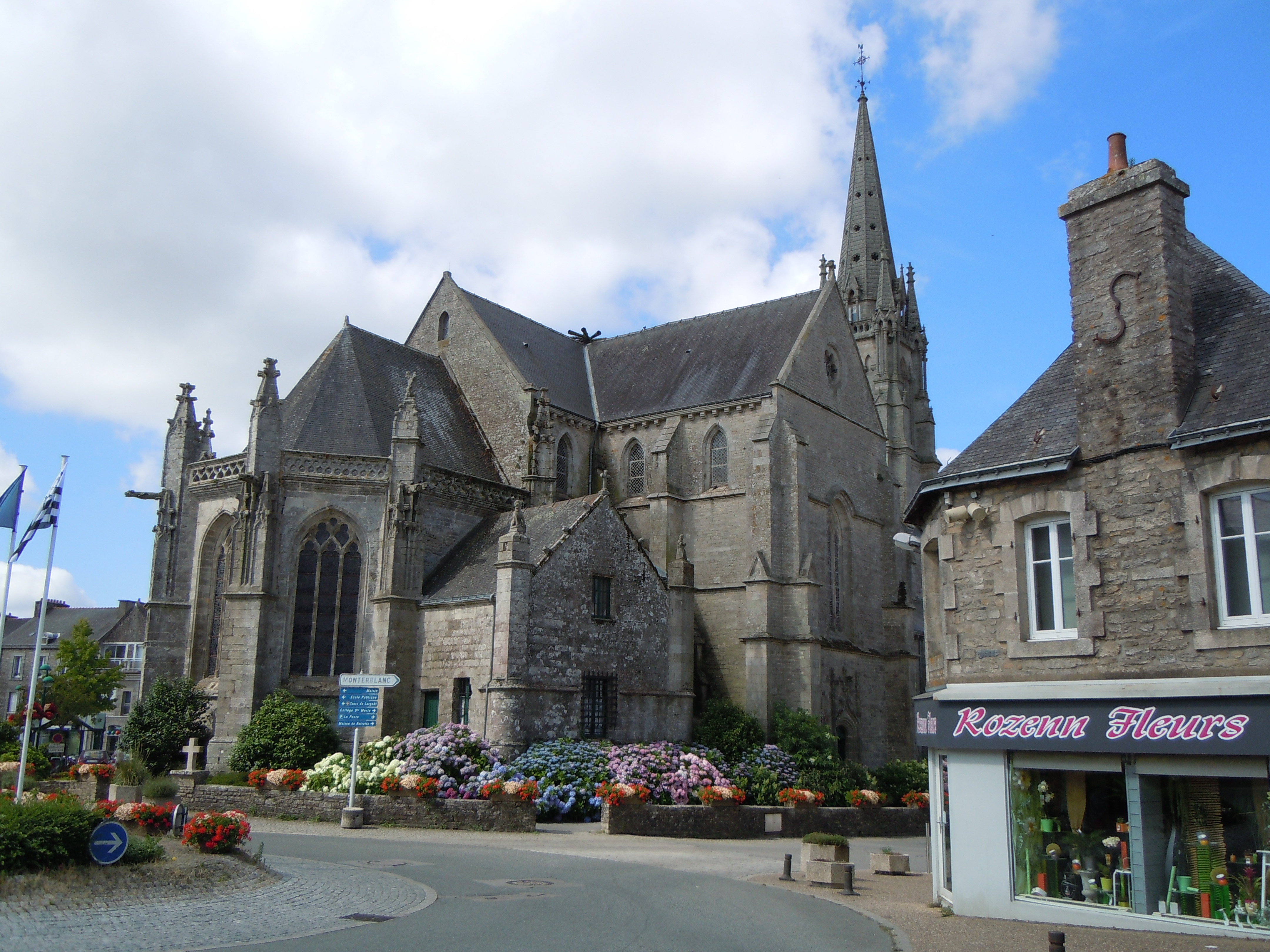
Vue de l'église depuis la place de l'Église.
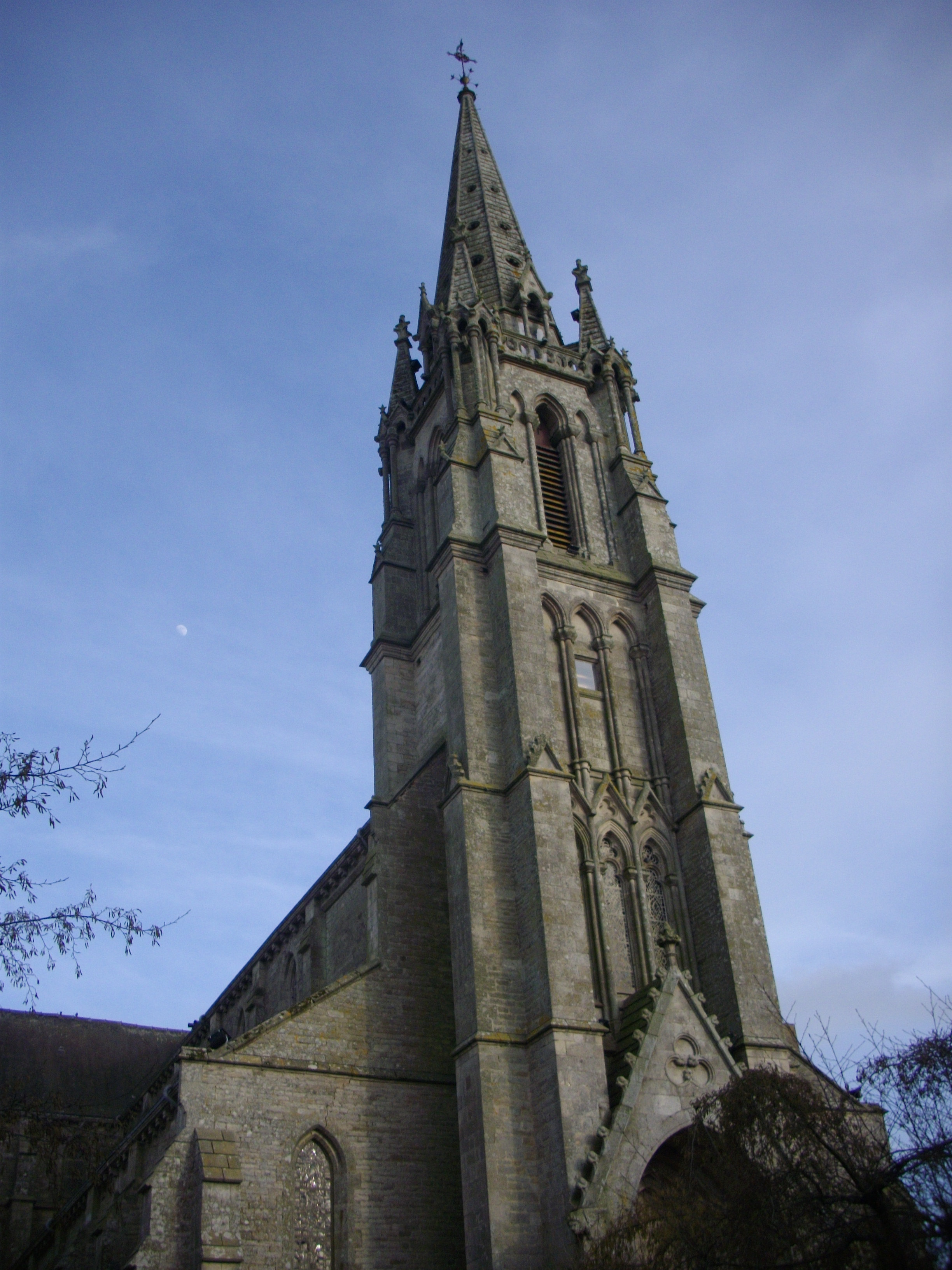
Clocher.
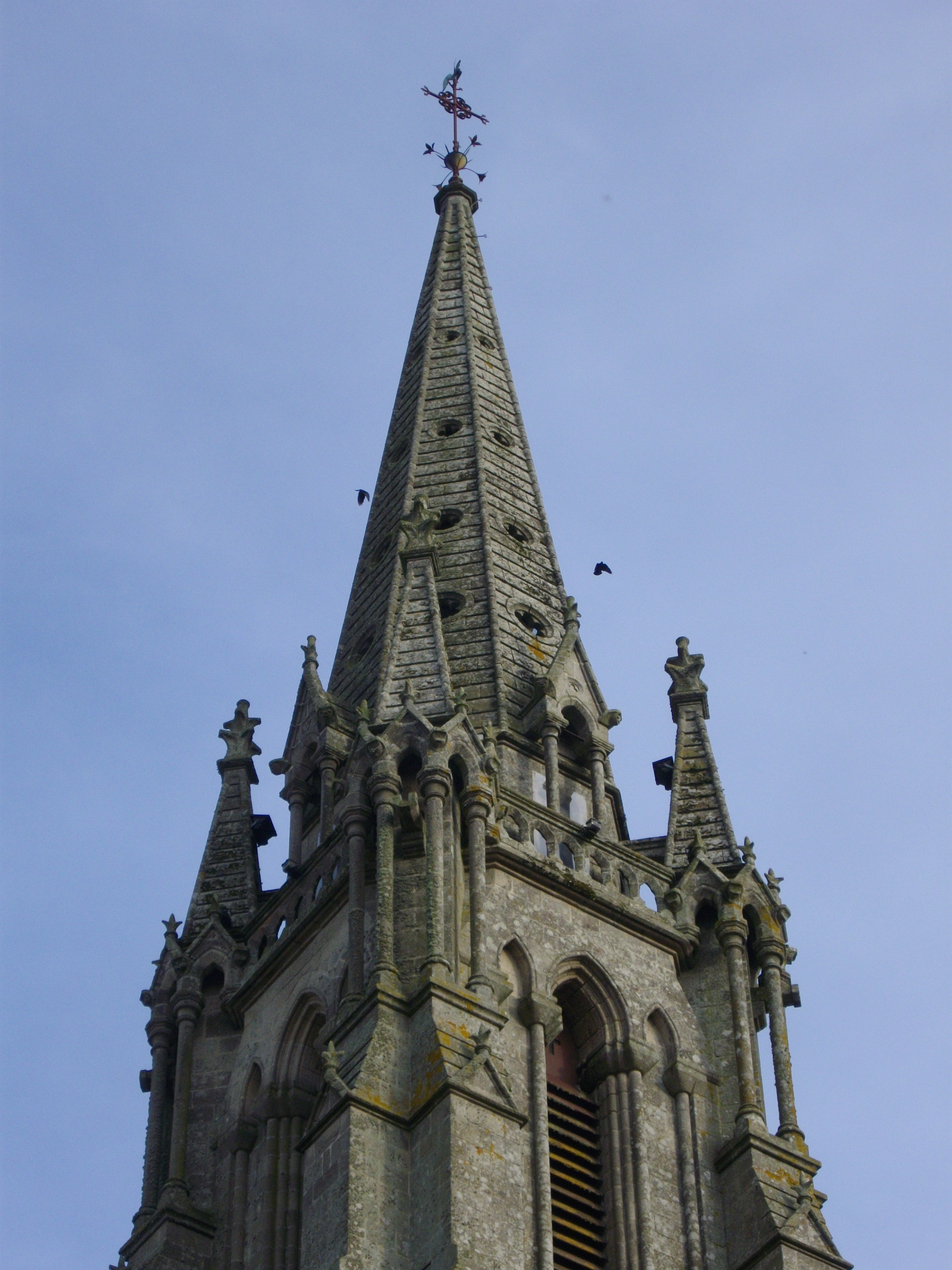
Détail du clocher.